# أليسيا ألونزو
أليسيا ألونزو هي ممثلة فلبينية، ولدت في 1947 في مانيلا في الفلبين.

## وصلات خارجية
- أليسيا ألونزو على موقع IMDb (الإنجليزية)
- أليسيا ألونزو على موقع قاعدة بيانات الفيلم (الإنجليزية)